# Kelurahan Bendungan Hilir
Kelurahan Bendungan Hilir är en administrativ by i Indonesien.   Den ligger i provinsen Jakarta, i den västra delen av landet. Huvudstaden Jakarta ligger i Kelurahan Bendungan Hilir.